# 朱同銜
臨汝恭康王朱同銜（1490年—1542年），明朝周藩第二代臨汝王，臨汝端懿王朱子塼的庶第二子。

## 生平
弘治十二年（1499年）十二月，獲賜名同銜。弘治十四年（1501年）十二月，朱同銜襲封臨汝王。
嘉靖二十一年（1542年）七月，朱同銜去世，享年五十三歲，諡號恭康。十年後，庶長子鎮國將軍朱安洔襲爵。

## 家庭

### 子
- 庶長子：鎮國將軍→臨汝靖惠王朱安洔[5]